# Blue Blood (film, 1925)
Pour les articles homonymes, voir Blue Blood.
Blue Blood est un film américain réalisé par Scott R. Dunlap et sorti en 1925.

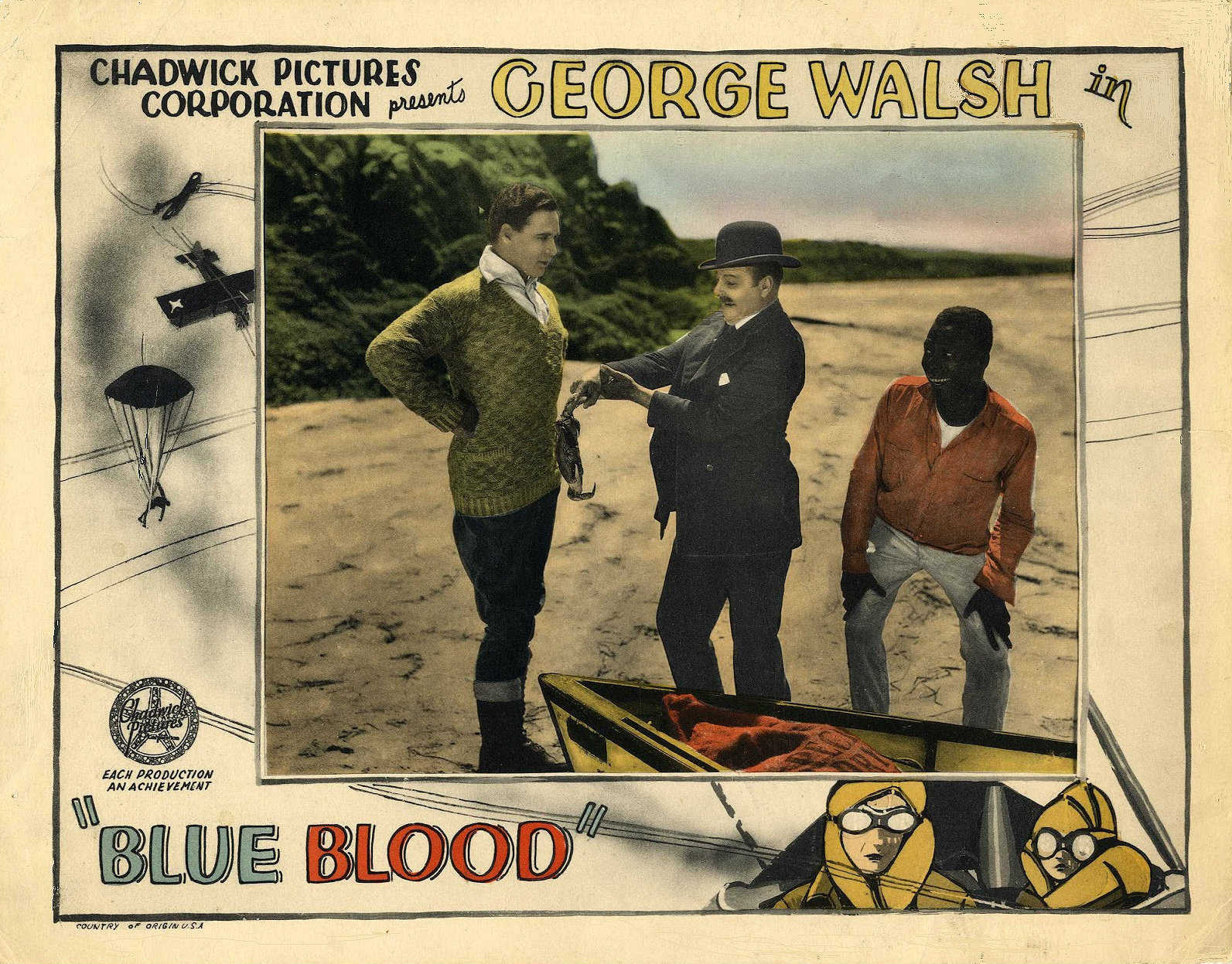
Carte promotionnelle du film.

Une copie du film est conservée aux archives du film du CNC.

## Fiche technique
- Réalisation : Scott R. Dunlap
- Scénario : Frank Howard Clark
- Producteur : I. E. Chadwick
- Distributeur : Chadwick Pictures Corporation
- Durée : 6 bobines[2]
- Date de sortie : 1er septembre 1925

## Distribution
- George Walsh : Robert Chester
- Cecille Evans : Geraldine Hicks
- Philo McCullough : Percy Horton
- Joan Meredith : Delight Burns
- Robert Bolder : Leander Hicks
- Harvey Clark : Tim Reilly
- Spencer Bell : Amos Jeenkins
- Eugene Borden : Charley Stevens